# Зурназен Мустафа-паша
Зурназе́н Мустафа́-паша́ (тур. Zurnazen Mustafa Paşa) — османский государственный деятель, капудан-паша (1655–1656), великий визирь, занимавший эту должность в течение всего нескольких часов.

## Биография
По происхождению был албанцем, о большей части его жизни ничего неизвестно. Некоторые источники сообщают, что Мустафа-паша начинал карьеру в должности дворцового привратника. Свой лакаб Зурназен, вероятно, получил из-за того, что в молодые годы играл на зурне.
В 1649 году он был назначен на должность бейлербея Румелии, занимаясь доставкой казны и солдат во время Критской войны на Крит. В июне 1650 года Зурназен Мустафа-паша был назначен на должность главного казначея, которым был до октября того же года, пока его не уволили с этой должности.
Мустафа-паша был сослан в Эдирне, а затем его назначили бейлербеем Карамана. В июне 1652 года Мустафа-паша во второй раз был назначен на должность дефтердара (главного казначея). Мустафа-паша пытался пополнить казну разными методами, включая новые налоги, передачу доходов и конфискации имущества. Султан Мехмед IV отправил ему документ, в котором указывалось, что расходы в казне в 1200 раз превышают доходы и приказал исправить тяжёлое финансовое положение.
В марте 1653 года Зурназен Мустафа-паша был назначен на должность бейлербея Темешвара.
В мае 1655 года Зурназен Мустафа-паша был назначен командующим флотом, в должности которого сумел организовать оборону Тенедоса и Монемвасии, который пыталась захватить Венеция. Во время обороны Монемвасии османский флот отразил атаки венецианского флота с помощью сильной артиллерии, которую ранее доставил в город Мустафа-паша.
5 марта 1656 года Зурназен Мустафа-паша был назначен на должность великого визиря, но спустя четыре часа был отправлен в отставку. После отставки с поста великого визиря должность капудан-паши была за ним сохранена, а затем его назначили на должность бейлербея Эрзурума и вскоре отправился в Эрзурум. Дата его смерти неизвестна, в источниках дата смерти датирована 1657 годом.